# Морская полиция: Спецотдел (сезон 20)
Двадцатый сезон американского полицейского телесериала «Морская полиция: Спецотдел» премьера которого состоялась на американском телеканале CBS 19 сентября 2022 года, заключительная серия сезона вышла в эфир 22 мая 2023 года. Сезон состоит из двадцати двух эпизодов. Сюжет вращается вокруг вымышленной команды специальных агентов Морской службы уголовных расследований, их миссия — расследовать преступления, которые каким-то образом связаны со военнослужащими военно-морского флота и морской пехоты США. Они раскрывают преступления, происходящие на флоте, либо с участием американских моряков или их семей. Команду возглавляет не менее харизматичный Олден Паркер, ранее сменивший бесстрашного и невероятно умного суперагента Лероя Джетро Гиббса.

## Сюжет
После напряжённого финала 19-го сезона специальный агент Олден Паркер всё ещё в бегах, а команда «Морской полиции» пытается очистить его имя. Привлекая специальных агентов «Морской полиции: Гавайи», команда выслеживает главного подозреваемого — Ворона. В 20-м сезоне «Морской полиции» мы заглянем в личную жизнь агентов, а также познакомимся с ещё более интригующими делами. 

## В ролях

### Основной состав
- Шон Мюррей — Тимоти МакГи, заместитель руководителя группы (ASSA), старший специальный агент морской полиции (Senior SA) .
- Уилмер Вальдеррама — Николас Торрес, специальный агент морской полиции (SA).
- Катрина Ло — Джессика Найт, специальный агент морской полиции (SA).
- Брайан Дитцен — доктор Джимми Палмер, патологоанатом, главный судебно-медицинский эксперт морской полиции.
- Диона Ризоновер — Кэйси Хайнс, криминалист, судмедэксперт морской полиции.
- Роки Кэрролл — Леон Вэнс, директор морской полиции.
- Гэри Коул — Олден Паркер, специальный агент ФБР. Новый босс группы реагирования на серьёзные дела (MCRT), Специальный агент NCIS по надзору (SSA).

### Второстепенный состав
- Джо Спано — Тобиас Форнелл, частный детектив и бывший старший специальный агент ФБР.
- Тери Поло  —  Вивиан Колчак, бывшая жена Олдена Паркера и расследователь паранормальных явлений Министерства обороны США.
- Лаура Сан Джакомо — доктор Грейс Конфалоне, психотерапевт.
- Кэролин Хеннеси —  Тара Флинн, министр военно-морского флота
- Зейн Хольц — Дейл Сойер, специальный агент морской полиции под прикрытием.
- Дэвид Блю  —  Чарли Сэмюэлс, террорист.
- Лилан Боуден — Робин Найт, сестра Джессики Найт
- Марго Харшман  —  Далила Филдинг-МакГи, аналитик разведки Министерства обороны США и жены МакГи.
- Джульетта Гоглиа — Виктория Валькова/Эвелин Шоу, российская шпионка, сестра Юрия и дочь Кости.
- Роберт Пикардо  —  отставной сержант морской пехоты Дейл Хардинг
- Рэйчел Тикотин  —  Джой Салливан Ааронсон, первая любовь Олдена Паркера

#### Известные гости
- Таня Рэймонд  —  Хлои Марлен, известная актриса.
- Фрэнсис Ксавье Маккарти — Роман Паркер, отец Олдена Паркера [3]
- Майкл Патрик Торнтон  —  Джереми Брайтон, автор, подкастер и онлайн-тренер по воспитанию детей в инвалидных колясках [4]
- Грегг Бинкли  —  Боб Стиверс.
- Патрик Лабьорто (ранее выступал в роли Бада Робертса)  —  Олев Козлов, преступник.
- Бриджид Брэнно — Констанс Миллер, сенатор США
- Скотт Лоуренс (ранее появлялся в роли Стерджиса Тернера в JAG с 2001 по 2005 год)  — агент ATF (Бюро алкоголя, табака, огнестрельного оружия и взрывчатых веществ) Рэймонд Фрэнк
- Джеймс Снайдер  —  доктор Майлз Бауэр
- Илья Волох — Костя Вальков, отец Виктории и Юрия.

## Кроссовер-персонажи

#### Морская полиция: Гавайи
- Ванесса Лаше  —  Джейн Теннант, ответственного специального агента морской полиции.
- Джейсон Антун  —  Эрни Малика, специалиста по киберразведке морской полиции.
- Ной Миллс  —  Джесси Бун, заместитель Джейн Теннант.

#### Морская полиция: Лос-Анджелес
- Крис О'Доннелл  —  Гриши «Джи». Каллен, специальный уполномоченный агент по надзору морской полиции, начальник полевой команды OSP.
- LL Cool J — Сэм Ханна, старший полевой агент морской полиции, заместитель начальника.

## Эпизоды
| № общий | № в сезоне | Название                                                 | Режиссёр               | Автор сценария                        | Дата премьеры    | Произв. код | Зрители в США (млн) |
| --- | ---------- | -------------------------------------------------------- | ---------------------- | ------------------------------------- | ---------------- | ----------- | ------------------- |
| 436 | 1          | «A Family Matter» «Семейное дело»                        | Тауния Маккирнан       | Скотт Уильямс                         | 19 сентября 2022 | 2001        | 5.82                |
| Пока Паркер находится в бегах со своей бывшей женой, команда ведеёт расследование против людей, которые могут иметь личную вендетту против Паркера, в надежде очистить его имя. Эпизод заканчивается тем, что Торрес и Найт вместе с агентом морской полиции Джейн Теннант и компьютерным специалистом Эрни Маликом направляются на Гавайи, чтобы остановить Ворона или Германа Максвелла, которого освободили его последователи, члены группы под названием Недоброжелательность. В этом эпизоде начинается перекрестное событие, которое завершается Морская полиция: Гавайи |            |                                                          |                        |                                       |                  |             |                     |
| 437 | 2          | «Daddy Issues» «Проблемы с папой»                        | Майкл Зинберг          | Кристофер Дж. Уайлд                   | 26 сентября 2022 | 2002        | 6.11                |
| МакГи ждет сюрприз, когда выясняется, что его коллега-отец из школы его детей причастен к взлому секретного правительственного хранилища. Этот случай приводит Макги к осознанию того, что некоторые другие родители из школы его детей считают его встревоженным и асоциальным. |            |                                                          |                        |                                       |                  |             |                     |
| 438 | 3          | «Unearth» «Раскопки»                                     | Диана Валентайн        | Ясемин Йылмаз                         | 3 октября 2022   | 2003        | 6.92                |
| Расследование убийства знакомит Морскую полицию с давним проклятием, которое в конечном итоге ставит Торреса и доктора Грейс Конфалоне в затруднительное положение. |            |                                                          |                        |                                       |                  |             |                     |
| 439 | 4          | «Leave No Trace» «Не оставляй следов»                    | Уильям Уэбб            | Чад Гомес Криси                       | 10 октября 2022  | 2004        | 6.60                |
| Морская полиция объединяет усилия со Службой расследований национальных парков, когда в лесу находят мертвого старшину. Агент, с которым они работают, Гейдж Винчестер, оказывается бывшим парнем Найт, который надеется вернуться к ней. Однако это только сближает Найт с Джимми, поскольку она соглашается пойти с ним на выходные в спа-центр. |            |                                                          |                        |                                       |                  |             |                     |
| 440 | 5          | «Guardian» «Защитник»                                    | Джеймс Уитмор мл.      | Марко Шнабель                         | 17 октября 2022  | 2005        | 6.91                |
| Вэнс подвергается нападению грабителей в его доме, но усмиряет их, убивая одного из них. Паркер берет на себя роль охраны Вэнса на предстоящей конференции в Берлине, в то время как МакГи берет на себя роль исполняющего обязанности директора, а Торрес и Найт проводят расследование. Находясь в Берлине, сотрудник Интерпола, с которым у Вэнса романтические отношения, также подвергается нападению, в результате чего команда расследует кражу алмазов. |            |                                                          |                        |                                       |                  |             |                     |
| 441 | 6          | «The Good Fighter» «Хороший боец»                        | Хосе Клементе Эрнандес | Кимберли-Роуз Уолтер                  | 24 октября 2022  | 2006        | 6.97                |
| Пока Кейси проходит боевую подготовку по самообороне, обнаруживается тело агента морской полиции. Агент подрабатывал хакером, чтобы использовать платные средства крупных корпораций для благотворительных пожертвований, а агенты вербуют Кейси для тайного расследования, которое показывает, что у NCIS есть родинка. |            |                                                          |                        |                                       |                  |             |                     |
| 442 | 7          | «Love Lost» «Потерянная любовь»                          | Рокки Кэрролл          | Брендан Фехили и Дэвид Дж. Норт       | 14 ноября 2022   | 2007        | 6.44                |
| Отчужденный муж министра военно-морского флота Тара Флинн утверждает, что она пытается убить его, в результате чего перед командой стоит неудобная задача расследования босса их босса. |            |                                                          |                        |                                       |                  |             |                     |
| 443 | 8          | «Turkey Trot» «Индюшачья рысь»                           | Лайонел Коулман        | Диона Ризоновер и Скотт Уильямс       | 21 ноября 2022   | 2008        | 6.79                |
| На мероприятии в честь Дня Благодарения взрыв чуть не убил адмирала, но преступник, Чарльз Сэмюэлс, вместо этого целился в Найта. Чарльз - брат ветерана, который покончил жизнь самоубийством, несмотря на то, что Найт пыталась отговорить его, когда она была агентом РЕАКТА. Все это время затаив обиду, Чарльз вступил в романтические отношения с сестрой Найта Робин и в конечном итоге берет их двоих вместе с Кейси в заложники. Кроме того, Найт и Робин вынуждены противостоять взаимной неприязни. |            |                                                          |                        |                                       |                  |             |                     |
| 444 | 9          | «Higher Education» «Высшее образование»                  | Клаудия Ярми           | Кэтрин Битти                          | 5 декабря 2022   | 2009        | 6.43                |
| Морская полиция расследует убийство студентки, которая училась у Делайлы, вынуждая команду искать ее помощи в раскрытии дела. Сильно засекреченные файлы на ноутбуке жертвы усложняют дело, поскольку в чужих руках эти файлы могут поставить под угрозу национальную безопасность. |            |                                                          |                        |                                       |                  |             |                     |
| 445 | 10         | «Too Many Cooks» «Слишком много поваров»                 | Майкл Зинберг          | Кристофер Дж. Уэйлд                   | 9 января 2023    | 2010        | 7.93                |
| Агенты с Гавайев и из Лос-Анджелеса собираются в округе Колумбия, чтобы присутствовать на вечеринке по случаю выхода на пенсию любимого профессора FLETC, когда этим утром он совершает самоубийство, команды работают вместе, чтобы определить, почему он засекретил файлы. На короткое время считается, что МакГи несет ответственность за измену, хотя вскоре после этого с него снимают обвинения. Дело перерастает в розыск Саймона Уильямса, чья фотография долгое время висела на стене морпола, а затем принимает мрачный оборот, когда Палмер и Теннант пропадают без вести. Этот эпизод начинает перекрестное событие, которое продолжается в Морская полиция: Гавайи сезон 2 эпизод 10 и завершается в "Давно пора" 10-я серия 14-го сезона Морская полиция: Лос-Анджелес.             |            |                                                          |                        |                                       |                  |             |                     |
| 446 | 11         | «Bridges» «Мосты»                                        | Лайонел Коулман        | Чад Гомес Кризи                       | 16 января 2023   | 2011        | 6.16                |
| Когда молодую женщину находят задушенной в спальне мотеля, команда обнаруживает, что она и ее приемные родители являются русскими шпионами, виновными во многих случаях мошенничества и кражи личных данных, причем Паркер был одним из тех, чья личность была украдена. Дело вновь знакомит Паркера со старым увлечением, от которого он так и не смог полностью избавиться. В другом месте Найт хочет посмотреть фильм с Джимми и Викторией, но по незнанию просит посмотреть старый семейный фильм Брины, что вызывает смешанные чувства. |            |                                                          |                        |                                       |                  |             |                     |
| 447 | 12         | «Big Rig» «Тяжеловоз»                                    | Рокки Кэрролл          | Марко Шнабель                         | 23 января 2023   | 2012        | 7.54                |
| Агент морской полиции Дейл Сойер (Зейн Хольц) приходит к Торресу встревоженным во время операции под прикрытием, которую Торрес отказался из-за желания сохранить трезвость. Когда позже обнаруживается тело, и команда думает, что это тело Сойера, Торрес чувствует себя ответственным, но команда обнаруживает, что Сойер жив, и он застрелил своего напарника (грязного полицейского) в целях самообороны, и его прикрытие раскрыто. Торрес присоединяется к нему под прикрытием, чтобы разбить банду грабителей грузовиков, и соперничество между ними перерастает во враждебные отношения. В другом месте МакГи готовится стать участником игрового шоу, но выясняется, что 5-кратный чемпион, с которым ему предстоит столкнуться, обманул, что потребовало приостановки производства шоу. |            |                                                          |                        |                                       |                  |             |                     |
| 448 | 13         | «Evil Eye» «Сглаз»                                       | Майкл Зинберг          | Брендан Фехили и Кимберли-Роуз Уолтер | 6 февраля 2023   | 2013        | 7.15                |
| Известная актриса (Таня Раймонд) следит за NCIS при подготовке к роли и в конечном итоге помогает в поимке серийного убийцы, нацеленного на людей с гетерохромией. |            |                                                          |                        |                                       |                  |             |                     |
| 449 | 14         | «Old Wounds» «Старые раны»                               | Диана Валентайн        | Брайан Дитцен и Скотт Уильямс         | 13 февраля 2023  | 2014        | 7.05                |
| Расследование смерти водителя курьерской службы приводит к обнаружению опиоидов с выгравированной на них буквой "W", символом, который Паркер узнает по своему прошлому. Он нехарактерно выплескивает гнев на свою команду, а затем уходит, допрашивая главного подозреваемого, которого он арестовал много лет назад в рамках дела ФБР, из-за которого его старый напарник оказался в инвалидном кресле из-за выстрела, случайно попавшего агенту в спину. |            |                                                          |                        |                                       |                  |             |                     |
| 450 | 15         | «Unusual Suspects» «Необычные подозреваемые»             | Джеймс Уитмор мл.      | Кэтрин Битти                          | 27 февраля 2023  | 2015        | 7.01                |
| Команда расследует убийство старшины, чья машина съехала с дороги после того, как его накачали наркотиками, и выясняет, что он помогал пожилым вдовам финансово и эмоционально. В другом месте отец Паркера Роман временно остается с ним; отец и сын раздражают друг друга до тех пор, пока Паркер не помогает Роману переехать в учреждение, где пожилые жители познакомились с офицером. |            |                                                          |                        |                                       |                  |             |                     |
| 451 | 16         | «Butterfly Effect» «Эффект бабочки»                      | Тауния Маккирнан       | Кристофер Дж. Уэйлд                   | 13 марта 2023    | 2016        | 7.19                |
| Морская полиция подозревает биотерроризм, когда несколько человек погибают из-за вспышки токсичного, но несмертельного газа, натыкаясь в ходе расследования на профессионального вора. В конце концов, команда заметила связь инцидента с другими делами, которыми они недавно занимались. В Японии, отец Джесики получает перелом руки, но он вызывает осложнения и угрожают его жизни. |            |                                                          |                        |                                       |                  |             |                     |
| 452 | 17         | «Stranger in a Strange Land» «Незнакомец в чужой стране» | Джеймс Уитмор мл.      | Чад Гомес Кризи                       | 20 марта 2023    | 2017        | 6.60                |
| Ветеран, который помогал афганским беженцам спасаться от талибов, найден убитым в своем гараже, что привело команду к жестокой группе белых националистов. В другом месте Джимми сталкивается с реальностью, что его дочь растет, а Торрес сближается с другим афганским беженцем. |            |                                                          |                        |                                       |                  |             |                     |
| 453 | 18         | «Head Games» «Головоломки»                               | Майкл Зинберг          | Сидни Митчел                          | 10 апреля 2023   | 2018        | 6.84                |
| Лейтенанта военно-морского флота обвиняют в нанесении ножевого ранения ее мужу, но она ничего не помнит о нападении. Морская полиция проводит расследование только для того, чтобы обнаружить гораздо более зловещий заговор с участием мужа. В другом месте Кейси хочет достичь всех жизненных целей из своего списка после того, как узнала, что у одной из ее родственниц диагностировали раннюю стадию болезни Альцгеймера, опасаясь, что она, возможно, унаследовала этот ген. |            |                                                          |                        |                                       |                  |             |                     |
| 453 | 19         | «In the Spotlight» «В центре внимания»                   | Рокки Кэрролл          | Ясемин Йлмыз                          | 1 мая 2023       | 2019        | 6.81                |
| Найт становится популярным после спасения матери и ребенка, чья машина разбилась возле Военно-морской верфи. Команда приступает к расследованию, когда выясняется, что кто-то хочет причинить вред матери. |            |                                                          |                        |                                       |                  |             |                     |
| 453 | 20         | «Second Opinion» «Второе мнение»                         | Тауния Маккирнан       | Марко Шнабель                         | 8 мая 2023       | 2020        | 6.64                |
| Когда дочь сенатора находят убитой, ее мать настаивает, чтобы Морская полиция привлекла второго судебного эксперта: знаменитого патологоанатома и бывшего соседа Джимми по комнате в колледже Майлза Бауэра. Бауэр быстро сваливает преступление на одержимого преследователя, но правда может быть не так проста. |            |                                                          |                        |                                       |                  |             |                     |
| 454 | 21         | «Kompromat» «Компромат»                                  | Лайонел Коулман        | Скотт Уильямс                         | 15 мая 2023      | 2021        | 6.66                |
| Убийство в архивах Военно-морского флота связано с российскими шпионами, которых Морская полиция арестовала в последние месяцы. Вскоре они обнаруживают, что разрушительная атака неизбежна, и должны бежать наперегонки со временем, чтобы предотвратить ее. В другом месте Джимми выпаливает Найт, что любит ее, не сразу осознавая это, и в результате беспокоится о состоянии их отношений, но позже Найт заявляет, что она тоже любит его. |            |                                                          |                        |                                       |                  |             |                     |
| 455 | 22         | «Black Sky» «Черное небо»                                | Диана Валентайн        | Брендан Фехили и Дэвид Дж. Норт       | 22 мая 2023      | 2022        | 6.73                |
| Торрес работает под прикрытием в тюрьме Юрия и заводит дружбу с молодым заключенным, который клянется, что его обвинили в преступлении, которого он не совершал. Он узнает в отчиме молодого человека кого-то из прошлого и звонит своей сестре по возвращению в Морскую полицию после убийства Юрия его приспешниками. Они понимают, что отец Юрия, вдохновитель нападения (которое на длительный период лишило бы всю власть в Соединенных Штатах), убил своего собственного сына из-за болтливости. После того, как команда останавливает атаку и возвращает власть, Торрес в одиночку отправляется на встречу с человеком, которого он узнал, намереваясь убить его, завершая эпизод кульминацией.                                                                                            |            |                                                          |                        |                                       |                  |             |                     |

## Производство
31 марта 2022 года телеканал CBS продлил телесериал NCIS на двадцатый сезон , премьера которого состоялась 19 сентября 2022 года. 

### Разработка
3 августа 2022 года было объявлено, что сезон начнется с кроссовера NCIS: Hawai'i. Ванесса Лаше и Джейсон Антун будут присутствовать в эпизоде кроссовера. .
3 октября 2022 года CBS анонсирует мега-кроссовер со всеми тремя сериалами NCIS, запланированный на начало 2023 года, в ходе расследования должен быть раскрыт серийный убийца, преследующий агентов морской полиции. 11 ноября CBS подтвердила, что эпизод выйдет в эфир в понедельник, 2 января 2023. 11 декабря 2022 года CBS по неизвестным причинам перенесла трансляцию мега-кроссовера на 9 января 2023 года. Кроссовер достигает рекордной посещаемости для всех трех сериалов.

### Кастинг
Джо Спано, Лаура Сан-Джакомо, Марго Харшман и Зейн Хольц вернулись в качестве постоянных участников в одном эпизоде этого сезона.
3 октября 2022 года Entertainment Weekly объявила, что в производстве находится кроссовер между NCIS: Los Angeles и другими сериалами франшизы NCIS: NCIS и NCIS: Hawai'I, выход которого запланирован на январь 2023 года. Звезды "Морской полиции: Лос-Анджелес" Крис О'Доннелл и ЛЛ Кул Джей приняли участие в кроссовере, наряду с Гэри Коулом, Уилмером Вальдеррамой и Брайаном Дитценом из Морской полиции:Спецотдел и Ванессой Лаше, Ясмин Аль-Бустами и Ноем Миллсом из Морской полиции: Гавайи. Событие кроссовера, называемое "кроссовер Морской полиции в 'NCIS-verse'," является первым случаем, когда все три сериала пересеклись.

### Съемки
Этот сезон, как и предыдущий, выходил в эфир по понедельникам в 21:00 по Соединенным Штатам.
Он транслировался с 19 сентября 2022 по 22 мая 2023 в Соединенных Штатах.
Кроссовер был подтвержден CBS 11 ноября 2022 года и назначен на 9 января. "Морская полиция: Лос-Анджелес" временно перенесен на понедельник из-за некоторых событий и стал третьей и заключительной частью кроссовера. О'Доннелл и ЛЛ Кул Джей появлялись во всех трех частях мероприятия. Коул, Вальдеррама, Лаше и Аль-Бустами - все они появились в части "Морская полиция: Лос-Анджелес", которая называется "Давно пора" Все семь актеров "Морской полиции: Лос-Анджелес" также появились в части "Морская полиция: Лос-Анджелес".